# Richard Stuttaford
Richard Stuttaford (né le 13 juin 1870 au Cap, colonie du Cap et mort le 19 octobre 1945 à Stellenbosch, province du Cap en Afrique du Sud) est un homme d'affaires et un homme politique sud-africain, membre du parti sud-africain puis du parti uni, membre du parlement (1924-1942), membre du cabinet Hertzog à partir de 1933, ministre des Affaires intérieures et ministre de la Protection sociale (1936-1939) ainsi que ministre du Commerce et de l'Industrie (1939-1941) dans le gouvernement Smuts.
Dirigeant de la chaine de grands magasins Stuttaford dont son père fut le fondateur, il est à l'origine du développement dans les années 1920 du quartier jardin de Pinelands dans la banlieue du Cap.

## Biographie
Il est le fils de Samson Rickard Stuttaford, le fondateur en 1857 d'une boutique dans le centre de ville du Cap qui allait donner naissance à une société (Povall & Stuttaford en 1859 devenu Thorne, Stuttaford & Co en 1868), gérant une chaîne de grands magasins qui se développera pendant 159 ans en Afrique du Sud (7 magasins), au Botswana (2 magasins) et en Namibie (seul ce dernier magasin namibien échappe à la fermeture de la chaine en 2017). 

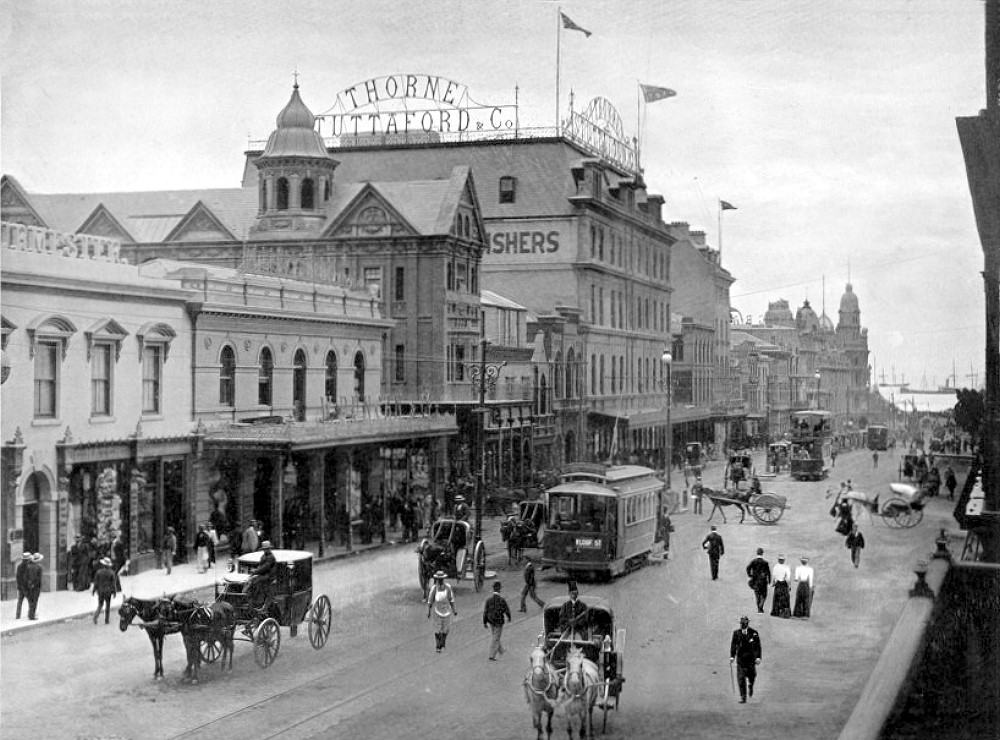
Le grand magasin Thorne Stuttafords en 1897 au Cap sur Adderley Street

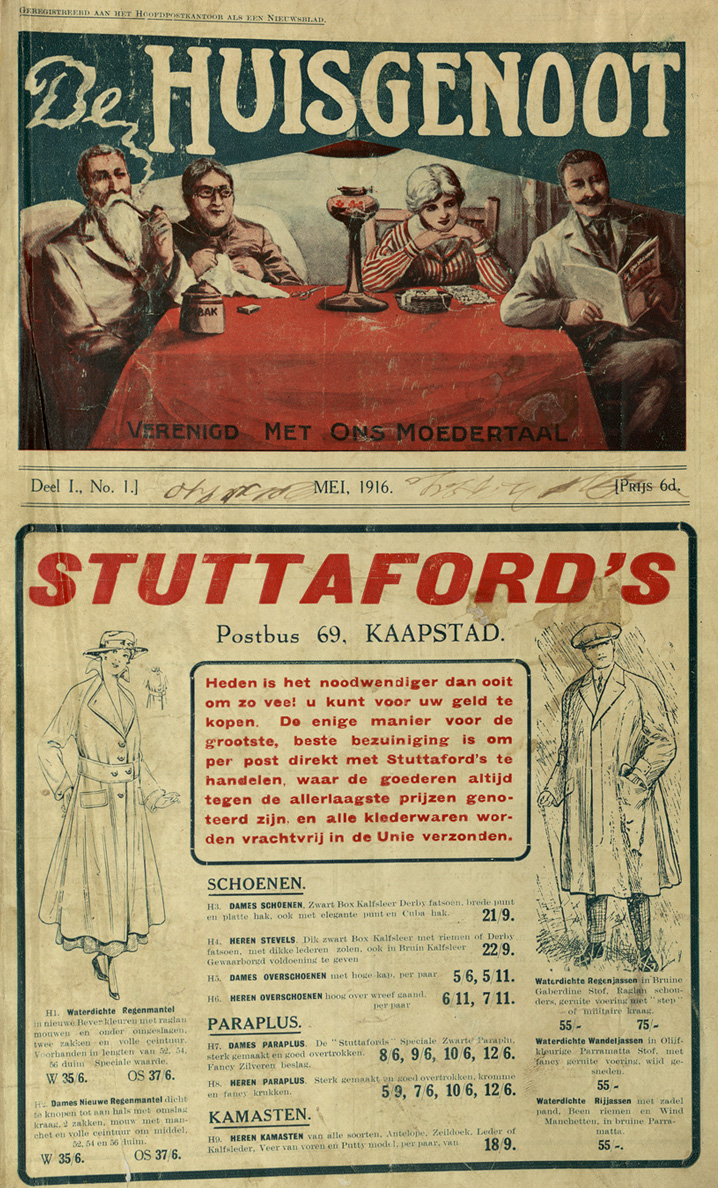
Publicité pour les magasins Stuttafords

Après des études en Angleterre et en France, Richard Stuttaford travaille pour la société Thorne, Stuttaford & Co. fondé par son père pour gérer ses magasins et qu'il dirige à partir de 1917. 
Président de la Chambre de commerce de la ville du Cap de 1918 à 1920 et président de l'Association des Chambres de Commerce d'Afrique du Sud (1921 à 1923), Richard Stuttaford est élu en 1924 à l'Assemblée de l'Union de l'Afrique du Sud dans la circonscription de Newlands (ville du Cap).
Il est réélu en 1933 sous les couleurs du parti sud-africain dans la nouvelle circonscription de Claremont puis en 1938 sous celle du parti uni.
Après avoir été ministre sans portefeuille (1933-1936), ministre de l'Intérieur et de la Santé publique (1936-1939) dans le gouvernement Hertzog, Richard Stuttaford est ministre du Commerce et de l'Industrie dans le cabinet de guerre de Jan Smuts de 1939 à 1941.
Il est mort en 1945 à Stellenbosch.

### Sources
- D.J. Potgieter, Standard Encyclopaedia of Southern Africa, Cape Town: Nasionale Opvoedkundige Uitgewery (Nasou), 1972
- Eric Rosenthal, Encyclopaedia of Southern Africa, Cape Town and Johannesburg: Juta and Company Limited, 1978.